# 洛纳尔
洛纳尔（Lonar），是印度马哈拉施特拉邦Buldana县的一个城镇。总人口20082（2001年）。

## 人口
该地2001年总人口20082人，其中男性10383人，女性9699人；0—6岁人口3114人，其中男1694人，女1420人；识字率66.41%，其中男性为74.22%，女性为58.05%。